# Copiah County
Copiah County är ett administrativt område i delstaten Mississippi, USA. År 2010 hade countyt 29 449 invånare. Den administrativa huvudorten (county seat) är Hazlehurst. 

## Geografi
Enligt United States Census Bureau så har countyt en total area på 2 019 km². 2 011 km² av den arean är land och 8 km² är vatten. 

### Angränsande countyn
- Hinds County - nord
- Simpson County - öst
- Lawrence County - sydost
- Lincoln County - syd
- Jefferson County - sydväst
- Claiborne County - väst